# 三峽商圈
三峽商圈隸屬鄉鎮為新北市三峽區，商圈範圍以民權街為主。

## 觀光資源
1. 鳶山
2. 東眼瀑布
3. 北插山瀑布群
4. 十八洞天溪谷
5. 大豹溪
6. 三峽祖師廟
7. 上帝公廟
8. 歷史文物館
9. 李梅樹紀念館
10. 三峽拱橋
11. 佛光山

## 外部連結
- 三峽老街（页面存档备份，存于）
- 新北市形象商圈-三峽商圈